# Buddhi
Buddhi (Sanskrit, f., बुद्धि; Erkenntnisvermögen, Unterscheidungskraft), ein Ausdruck der indischen Philosophie, ist von der gleichen Sprachwurzel (budh – erwachen; verstehen; wissen) abgeleitet, wie seine bekanntere männliche Form buddha. Der Begriff bezeichnet eine transpersonale geistige Fähigkeit des Verstandes, höher als der rationale Verstand. Buddhi könnte auch mit „intuitiver Intelligenz“ oder mit „höherer Verstand“ übersetzt werden. Buddhi ist „das, was weiß“, z. B. fähig ist, Lüge von Wahrheit zu unterscheiden.
Der Begriff wird erstmals in einem der mittleren Upanishaden, dem Katha Upanishad (vermutlich einige Jahrhunderte vor Christus), in Vers 1.3.10 erwähnt. In diesem Upanishad werden die Weltprinzipien so geordnet, dass an der Spitze alles Existierenden der Purusha bzw. der Atman oder die Seele des Individuums steht, welcher identisch mit Brahman, der Weltseele, sein soll. Unter diesem befindet sich das „Unmanifestierte“, das Avyakta, welches die Ursache für alle Kausalvorgänge im Universum ist. Tiefer als das Avyakta steht dann – nach dieser Aufzählung – „das große Selbst“ (Hiranyagarbha), der in der Welt sich manifestierende Geist und auf dieses folgt das feinstofflich vorgestellte, höhere Erkenntnisvermögen Buddhi. Als Nächstes in dieser Aufzählung folgt Manas, der Verstand, das niedere Erkenntnisvermögen. Die unterste Stufe nehmen dann die Sinnesorgane (indriya) ein.
Im Shvetashvatara Upanishad schiebt sich der Begriff des „Ichmacher“ (Ahankara) zwischen Buddhi und Manas. Es soll dies das dinglich vorgestellte Bewusstsein des Individuums sein, alles auf sich zu beziehen und sich als Einzelwesen zur Geltung zu bringen.
Buddhi korrespondiert mit dem platonischen Konzept von Nous.
In der Hindu-Mythologie ist Buddhi eine der Gattinnen von Ganesha.